# Yao Lei
Yao Lei (* 24. Februar 1990 in Nantong, Jiangsu) ist eine singapurische Badmintonspielerin.

## Karriere
Ihr erster internationaler Erfolg war die Bronzemedaille mit dem Nationalteam in der Mannschaftswertung der Juniorenweltmeisterschaft 2007 in neuseeländischen Waitakere City. Knapp einen Monat danach gewann sie in der Doppelformation an der Seite ihrer in Indonesien geborenen Landsfrau Shinta Mulia Sari mit den Vietnam Open ihr erstes Grand-Prix-Turnier. Gut ein Jahr darauf konnte sie im November 2008 ihren zweiten Turniersieg feiern, als sie mit Fu Mingtian den Doppeltitel bei den Juniorenweltmeisterschaften im indischen Pune errang. Wenige Wochen später gehörte sie der singapurischen Mannschaft an, die sich bei den Südostasienspielen die Silbermedaille erkämpfte.
Bei der Badminton-Weltmeisterschaft scheiterte das Duo in der dritten Runde, gewann aber im selben Jahr bei den Südostasienspielen die Silbermedaille. Singapur sicherte sich darüber hinaus den dritten Platz der Mannschaftswertung. Das Jahr 2010 entwickelte sich zum bislang erfolgreichsten in Leis Karriere. Zusammen mit Sari gewann sie vier Turniere – bei den Romanian International war sie zudem im Mixed erfolgreich. Im Juni gelangen beiden binnen einer Woche Siege bei den India Open und den Singapore Open. Es handelte sich um ihre jeweils ersten Grand-Prix-Gold- und BWF-Super-Series-Titel. Gerade letzterer war insofern bemerkenswert, als sie im Vorjahr noch in der ersten Runde ausgeschieden waren. Beide wurden im Stadtstaat frenetisch bejubelt, da sie die ersten siegreichen Singapurer überhaupt in der Geschichte des Turniers waren. Das Duo wurde im März 2010 auf Platz 23, im Juni auf Platz 19 und im September auf Platz 10 der Damendoppelweltrangliste geführt. Mit Chayut Triyachart stand Lei im Mixed Mitte September auf Platz 16.

## Wettkampfbilanz
| Legende          |
| BWF Super Series |
| BWF Grand Prix   |
| EBU Circuit      |

| Disziplin | Bilanz |
| Einzel    | 2:9    |
| Doppel    | 90:54  |
| Mixed     | 36:21  |

### Damendoppel

#### Siege
| Nr. | Datum            | Turnier                   | Partnerin         | Finalgegner                           | Endergebnis         |
| 1.  | 2. November 2008 | Juniorenweltmeisterschaft | Fu Mingtian       | Xie Jing Zhong Qianxin                | 21:19, 21:17        |
| 2.  | 7. Dezember 2008 | Vietnam Open              | Shinta Mulia Sari | Shendy Puspa Irawati Meiliana Jauhari | 21:16, 19:21, 21:11 |
| 3.  | 21. März 2010    | Romanian International    | Shinta Mulia Sari | Jillie Cooper Emma Mason              | 21:6, 21:10         |
| 4.  | 28. März 2010    | Polish Open               | Shinta Mulia Sari | Chan Tsz Ka Chau Hoi Wah              | 18:21, 21:16, 21:10 |
| 5.  | 13. Juni 2010    | India Open                | Shinta Mulia Sari | Ashwini Ponnappa Jwala Gutta          | 21:11, 9:21, 21:15  |
| 6.  | 20. Juni 2010    | Singapore Open            | Shinta Mulia Sari | Lee Hyo-jung Kim Min-jung             | 21:17, 22:20        |

#### Finalteilnahmen
| Nr. | Datum             | Turnier           | Partnerin         | Finalgegner               | Endergebnis  |
| 1.  | 17. Dezember 2009 | Südostasienspiele | Shinta Mulia Sari | Chin Eei Hui Wong Pei Tty | 12:21, 11:21 |

### Mixed

#### Siege
| Nr. | Datum         | Turnier                | Partner           | Finalgegner                    | Endergebnis  |
| 1.  | 21. März 2010 | Romanian International | Chayut Triyachart | Wouter Claes Nathalie Descamps | 21:13; 23:21 |

## Leistungsentwicklung
| Turnier                      | 2007 | 2008 | 2009 | 2010 |
| ---------------------------- | ---- | ---- | ---- | ---- |
| Weltmeisterschaft            |      | –    | 3R   | 3R   |
| Südostasienspiele            |      | –    | F    | –    |
| Asienmeisterschaft           |      |      |      | 1R   |
| Singapurische Meisterschaft  | S    |      |      |      |
| Korea Open                   |      |      |      |      |
| Malaysia Open (Super Series) |      |      | 2R   |      |
| All England                  |      |      | 1R   |      |
| Swiss Open                   |      |      |      |      |
| Singapur Open                |      | HF   | 2R   | S    |
| Indonesia Open               |      |      | 1R   |      |
| China Masters                |      |      |      | 1R   |
| Japan Open                   |      |      | 1R   |      |
| Denmark Open                 |      |      |      |      |
| French Open                  |      |      |      |      |
| China Open                   |      |      |      |      |
| Hong Kong Open               |      |      | 2R   |      |
| BWF Super Series Finals      | –    |      |      |      |
| India Open                   | –    | HF   | 2R   | S    |
| Singapore International      |      |      | F    |      |
| Macau Open                   |      |      | 3R   |      |
| Malaysia Open (Grand Prix)   |      |      | 1R   |      |
| Chinese Taipei Open          |      |      | 2R   |      |
| German Open                  |      |      | 3R   |      |
| US Open                      |      |      |      | HF   |
| Canada Open                  |      |      |      | VF   |
| Vietnam Open                 |      | S    | 4R   | HF   |
| Romanian International       |      |      |      | S    |
| Polish Open                  |      |      |      | S    |

| Turnier                      | 2007 | 2008 | 2009 | 2010 |
| ---------------------------- | ---- | ---- | ---- | ---- |
| Weltmeisterschaft            |      | –    |      | 3R   |
| Südostasienspiele            |      | –    |      | –    |
| Asienmeisterschaft           |      |      |      |      |
| Singapurische Meisterschaft  |      |      |      |      |
| Korea Open                   |      |      |      |      |
| Malaysia Open (Super Series) |      |      | 1R   |      |
| All England                  |      |      |      |      |
| Swiss Open                   |      |      |      |      |
| Singapur Open                |      |      |      | 2R   |
| Indonesia Open               |      |      |      | 1R   |
| China Masters                |      |      |      | 1R   |
| Japan Open                   |      |      |      |      |
| Denmark Open                 |      |      |      |      |
| French Open                  |      |      |      |      |
| China Open                   |      |      |      |      |
| Hong Kong Open               |      |      | 2R   |      |
| BWF Super Series Finals      | –    |      |      |      |
| India Open                   | –    |      |      | F    |
| Singapore International      |      |      | HF   |      |
| Macau Open                   |      |      |      |      |
| Malaysia Open (Grand Prix)   |      |      |      |      |
| Chinese Taipei Open          |      |      |      |      |
| German Open                  |      |      |      |      |
| US Open                      |      |      |      | 1R   |
| Canada Open                  |      |      |      | VF   |
| Vietnam Open                 |      |      |      | 2R   |
| Romanian International       |      |      |      | S    |
| Polish Open                  |      |      |      | F    |